# Tuvvūr
Tuvvūr är en ort i Indien.   Den ligger i distriktet Malappuram och delstaten Kerala, i den södra delen av landet, 2 000 km söder om huvudstaden New Delhi. Tuvvūr ligger 61 meter över havet och antalet invånare är 26 795.
Terrängen runt Tuvvūr är huvudsakligen platt, men österut är den kuperad. Terrängen runt Tuvvūr sluttar västerut. Runt Tuvvūr är det tätbefolkat, med 427 invånare per kvadratkilometer. Närmaste större samhälle är Manjeri, 17,7 km väster om Tuvvūr. I omgivningarna runt Tuvvūr växer huvudsakligen savannskog.